# Rinaldo Ier d'Este
Rinaldo Ier d'Este, né peu après 1221, décédé en 1251, fils d'Azzo VII d'Este et de Mabilia Pallavicini.

En 1235, dans une tentative de pacification entre Guelfes et Gibelins, et de 1236 à 1251, Rinaldo fut envoyé comme otage de l’empereur Frédéric II qui espérait ainsi tenir le père, chef des guelfes.

Rinaldo mourut dans sa prison des Pouilles en 1251 en laissant quelques enfants naturels dont Obizzo II.
En 1233, durant une tentative pour arriver à une paix durable, furent annoncés les fiançailles entre Rinaldo de la Maison d’Este et Adelasia da Romano, fille d'Alberico da Romano et nièce de Ezzelino III da Romano (partisan de l’empereur et opposé à la Maison d'Este).
En 1333 ou en 1339 il épousa Adelasia ou Adelaide (Adélaïde en français), également otage de l’empereur. Ils moururent en même temps en prison (empoisonnés par Conrad IV) et laissèrent trois enfants conçus pendant leur captivité :
- Obizzo II d'Este, 1247-1293, héritier de son père et qui devint marquis de Ferrare et de la Marche d'Ancône,
- Constanza d'Este[4],
- Pietro d'Este, ?-1304 (filiation non confirmée).

## Sources et références
- Biographie
- Dictionnaire biographique

1. ↑  Cronica Fratris Salimbene de Adam, Ordinis Minorem, MGH SS XXXII, p. 167
2. ↑  Annales Veronenses, MGH SS XIX, p. 9.
3. ↑  Annales S. Iustinæ Patavini, MGH SS XIX, p. 157.
4. ↑  ratori, LA (1778) Antiquitates Italicæ Medii Aevi, tome XII, Chronicon Patavinum, col. 212